# Мандал, Биндешвар Прасад
Биндешвар Прасад Мандал (хинди बिन्देश्वरी प्रसाद मंडल; 25 августа 1919, Варанаси, Британская Индия — 13 апреля 1982, Патна) — индийский государственный и политический деятель, неоднократно избирался депутатом Лок сабха, был главным министром штата Бихар. Известен как руководитель «Комиссии Мандала», разработавшей пакет предложений по выработке политики в отношении так называемых «прочих отсталых классов» (низших каст Индии).

## Биография
Родился в Варанаси (Британская Индия, ныне — штат Уттар-Прадеш), был младшим из трёх сыновей богатого заминдара Рас Лал Бихари Мандала. Семья Мандала происходила из касты ядавов и подкасты садгоп. Биндешвар вырос в деревне Мурхо в округе Мадхепур штата Бихар. Окончил колледж в Патне в 1930-х, работал мировым судьей с 1945 по 1951. Свою политическую карьеру начал в партии Индийский национальный конгресс, после периода чрезывычайного положения в Индии 1975—1977 вступил в партию Джаната. Избирался депутатом парламента Индии Лок Сабха от штата Бихар с 1967 по 1970 и с 1977 по 1979. В 1968 на протяжении месяца Мандал был главным министром штата Бихар. Этот период отличался большой политической нестабильностью (предшественник Мандала занимал пост главного министра в течение всего трех дней). Правительство Мандала было отстранено от власти в штате Бихар из-за отказа поддержать работу комиссии по расследованию коррупции лидеров ИНК в период их предыдущего нахождения у власти.
Позже в своей политической ориентации Мандал тяготел к социалистическим идеям и в конечном счёте вступил в социалистическую партию Samyukta.
В декабре 1978 премьер-министр М. Десаи создал специальную комиссию по правам человека под председательством Б. П. Мандала (англ. Second Backward Classes Commission), известную как «комиссия Мандала», для выработки рекомендаций в отношении так называемых «прочих отсталых классов» — представителей низших каст Индии. (Согласно Конституции Индии 1950, «отсталыми классами» считаются следующие социальные группы: зарегистрированные касты (Scheduled casts — SCs), зарегистрированные племена
(Scheduled Tribes — STs) и «прочие отсталые классы» (Other Backward Classes - OBCs). Доклад комиссии был завершен в 1980 и содержал рекомендации зарезервировать порядка 49,5 % мест в учебных заведениях и рабочих мест на государственных предприятиях для представителей «других отсталых классов». Отчет комиссии был представлен тогдашнему премьер-министру Индире Ганди, но не получил дальнейшего хода. Лишь десять лет спустя, премьер-министр В. П. Сингх реализовал ряд рекомендаций комиссии Мандала.

## Семья
Б. П. Мандал был женат на Сите Мандал, в браке у них было пять сыновей и две дочери. Третий сын Биндешвара — Маниндер Кумар Мандал (известный как «Ом Джи»), и его сын Нихил Мандал также стали политиками.

## Память
- Правительство Индии выпустила марку в честь Б. П. Мандала в 2001;
- В честь Б. П. Мандала назван колледж, основанный в 2007;
- Б. П. Мандалу установлен памятник в городе Патна, штат Бихар.